# Yōkai

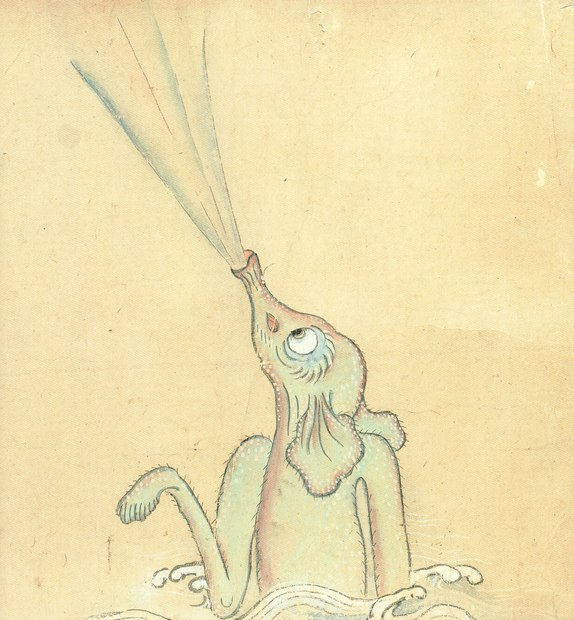
Darstellung eines Shiofuki aus dem Bakemono tsukishi emaki; anonym, Tuschmalerei auf Papier, erste Hälfte 18. Jahrhundert

Yōkai (jap. 妖怪) sind Figuren des japanischen Volksglaubens, die mit unerklärlichen Geschehnissen und Phänomenen assoziiert werden. Im deutschen Volksglauben sind sie mit Dämonen, Kobolden, Gestaltwandlern, Gespenstern und Geistern, also übernatürlichen Wesen, vergleichbar. Heutzutage bezeichnet Yōkai einen Oberbegriff für übernatürliche Wesen. Bekannt sind auch die aus der Heian-Zeit stammenden Begriffe Mononoke (物の怪) und Oni sowie Obake (お化け) und Bakemono aus der Edo-Zeit.
Yōkai sind animistisch und treten dementsprechend in vielen verschiedenen Formen auf; sie können beispielsweise naturalistische Gegenstände, Alltagsgegenstände, Tiere oder anthropomorphe Tiere sein. Kazuhiko teilt Yōkai in drei Domänen auf: Ereignis (dekigoto)/Phänomen (genshō), Präsenz (sonzai) und Objekt (zōkei [auch Abbildung/Skulptur]), wobei die Yōkai die Vergegenständlichung der ersten beiden Domänen sind. Ein Fluss, in dem ein Kind ertrinkt, macht weder das Wetter noch das Wasser zum schuldigen Yōkai, das Ereignis bzw. Phänomen wird auf eine Kreatur übertragen, hier den Kappa. Eine Gemeinsamkeit aller Yōkai ist dabei ihre Liminalität.
Eng verbunden mit den Yōkai sind die kami ("Gott", "göttliches Wesen") des shintoistischen Glaubens. Während kami häufig als "gute" übernatürliche Wesen angesehen werden und Yōkai als "schlechte" übernatürliche Wesen, ist das Zusammenspiel ihrer komplexer als eine polare Gegenüberstellung und von der Sichtweise abhängig. Yōkai befinden sich in einer Dualität von Gut und Böse. Auch ist die individuelle Betrachtungsweise ausschlaggebend dafür, ob ein Yōkai gut oder böse ist. Eine weitere Beschreibung ist, dass Yōkai kami sind, die nicht angebetet werden.
Die Formen reichen von den bösartigen Oni bis zu den missgünstigen Kitsune („Fuchs“) und der Yuki Onna („Schneefrau“). Einige besitzen teils tierische und teils menschliche Züge, z. B. Kappa und Tengu. Yōkai besitzen übernatürliche Kräfte, so dass Begegnungen mit ihnen gefährlich sein können. Yōkai sind oft auch von undurchsichtigen Motiven und Plänen getrieben. Einige Geschichten erzählen von Yōkai, die sich mit Menschen fortgepflanzt haben, um Halb-Yōkai (Han'yō) hervorzubringen. Viele dieser Geschichten beginnen als Liebesgeschichten, aber nehmen kein gutes Ende wegen der vielen Hindernisse, die einer Beziehung zwischen Mensch und Yōkai entgegenstehen.
Einige Yōkai vermeiden Kontakt mit Menschen und leben in unbewohnten, abgesonderten Gebieten weit entfernt von menschlichen Behausungen. Andere wiederum leben bei menschlichen Siedlungen, weil sie von den Menschen oder der Wärme menschlicher Häuser durch Feuer angezogen werden. Mit den Yōkai verbindet man traditionell das Feuer, den Nordosten und die Jahreszeit Sommer, in der die Geisterwelt der irdischen am nächsten ist. Yōkai und Obake werden oft in ebenso belustigenden wie schrecklichen Formen abgebildet. Durch Waffen sind die meisten Yōkai nicht verwundbar, aber shintoistische Exorzisten (japanisch 退治屋 taijiya) oder buddhistische Mönche besitzen die notwendigen Kräfte, um sie zu bekämpfen.
Japanische Volkskundler und Historiker sehen Yōkai als Phänomene an, die ihren Beobachtern übernatürlich oder unerklärlich erschienen. Inspiriert von der japanischen Mythologie oder eigenen Ideen erschufen in der Edo-Zeit viele Künstler wie Toriyama Sekien eine Vielzahl an Yōkai. Viele vermuten heutzutage bei einigen so erschaffenen Yōkai (z. B. Kameosa und Amikiri) fälschlich einen mythologischen Ursprung.

## Arten
Es gibt eine breite Vielfalt von Yōkai im japanischen Volksglauben. Allgemein ist Yōkai ein weitgefasster Begriff, um praktisch alle Monster und übernatürlichen Wesen zu bezeichnen einschließlich jener aus westlichem Volksglauben. So wird der deutsche Schrat so oft in japanische Mythen übernommen, dass einige glauben, er entspringe diesen.

### Tierische Yōkai

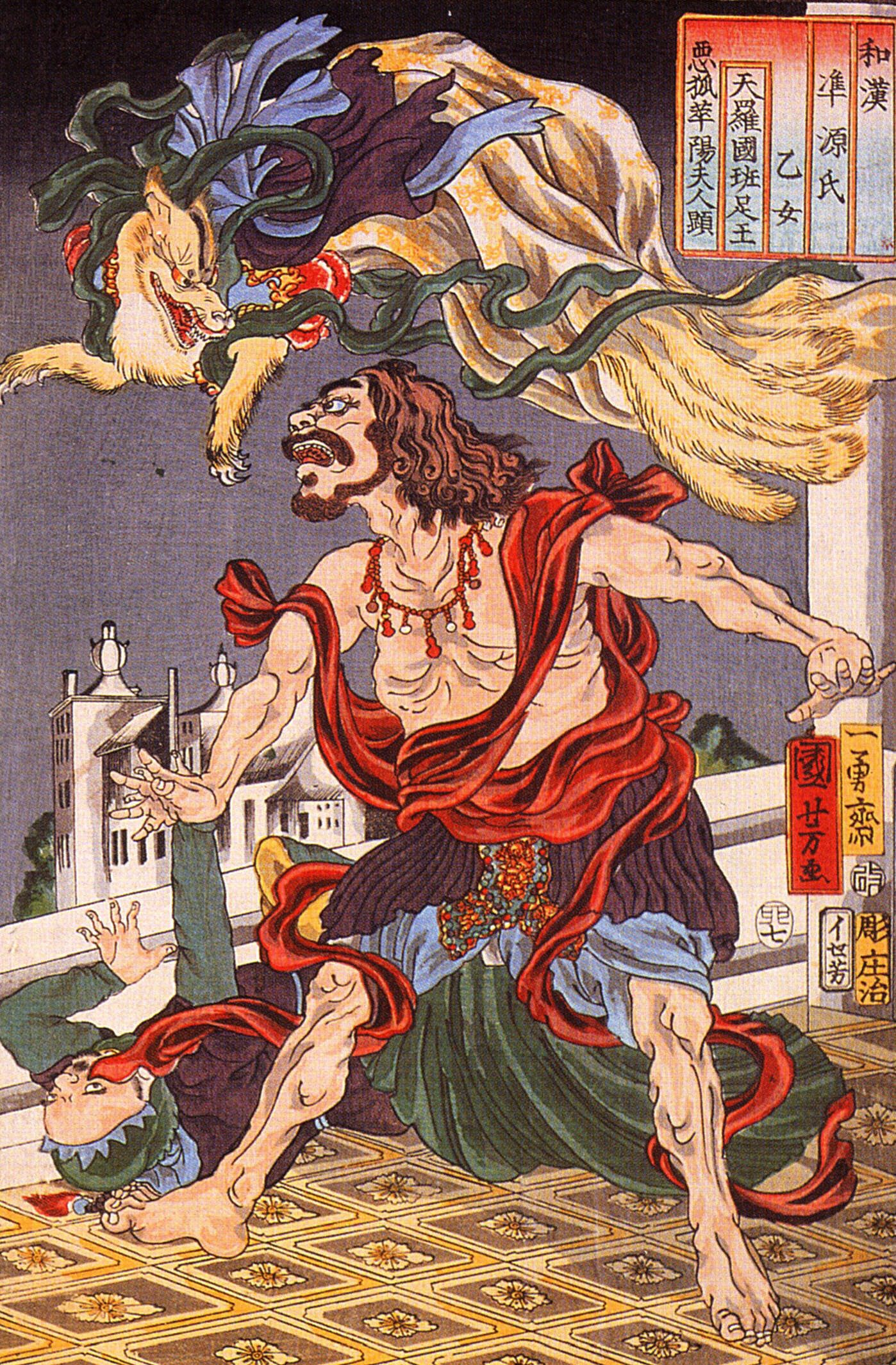
„Prinz Hanzoku wird von einem Kitsune heimgesucht“, Holzschnitt von Utagawa Kuniyoshi (19. Jh.)

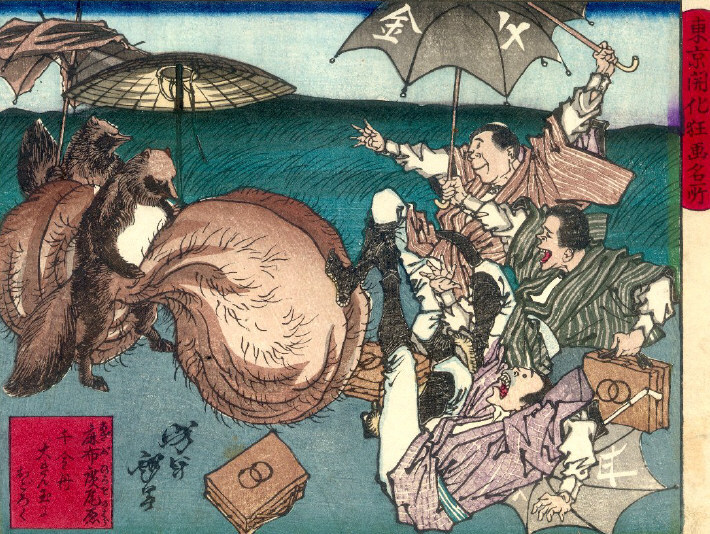
Tanuki auf einem Holzschnitt von Yoshitoshi (1881). Die Abbildung zeigt deutlich die für traditionelle Tanuki-Darstellungen typischen überdimensionierten Hoden.

In Japan wird von einigen Tieren angenommen, dass diese magische Kräfte besäßen. Viele sind Hengeyōkai (変化妖怪, Gestaltwandler), die Menschen, meistens Frauen, imitieren und menschliche Charakterzüge ähnlich den Tieren aus mitteleuropäischen Märchen und Fabeln zeigen. Sie gelten als „Anführer“ des Tierreichs und sind in ihrer natürlichen Gestalt meist nicht von gewöhnlichen Tieren ihrer Spezies zu unterscheiden. Allerdings sollen sie in der Lage sein, sich sowohl in „Herrschergestalten“ ihrer Tierformen als auch in Menschen zu verwandeln.
Bekanntere Vertreter sind:
- Tanuki (Marderhund)
- Kitsune (Fuchs)
- Mujina (Dachs)
- Tsuchigumo und Jorōgumo (Spinne)
- Bakeneko und Nekomata (Katze)
- Isonade (Hai)
- Wildschwein
- Schlange
- Wolf
- Mukade

„Herrschergestalten“ sind besonders silberfarbene Füchse (Kitsune) mit neun Schwänzen, oder menschengroße Marderhunde mit riesigen Testikeln (Tanuki).
Füchse werden mit der Gottheit Inari assoziiert. Während der Kitsune sich gern in die Gestalt einer schönen Frau verwandelt und man ihm wie in Europa Schläue und Gerissenheit nachsagt, ist der Tanuki ein eher gemütlicher Geselle. Keine japanische Kneipe ist vollständig ohne die Statue eines Tanuki mit einem dicken Sakekrug oder einem Schuldschein in der Pfote.

### Oni
Einer der bekanntesten Vertreter der japanischen Mythologie ist der Oni, eine in den Bergen lebende Art Oger. Er besitzt für gewöhnlich eine rote, blaue, braune oder schwarze Haut, zwei Hörner auf dem Kopf, einen breiten Mund mit Fangzähnen und einen Lendenschurz aus Tigerhaut. Oni haben außerdem oft eine Eisenkeule oder ein riesiges Schwert dabei. Größtenteils werden Oni bösartig dargestellt, gelegentlich aber auch als Verkörperung einer ambivalenten Naturkraft. Wie viele Obake werden sie mit dem Nordosten verbunden, was aus alten chinesischen Vorstellungen entnommen wurde.

### Tsukumogami
Als Tsukumogami (jap. 付喪神, dt. „Artefakt-Geister“) bezeichnet die japanische Mythologie Geistwesen, die nach 100 Jahren „geboren“ werden und von Artefakten wie Haushaltsgegenständen (Beispiel: Hahakigami, ein beseelter Reisigbesen), Musikinstrumenten (Beispiel: Biwa-bokuboku, eine beseelte Laute) und/oder Kleidungsstücken (Beispiel: Bake-zōri, beseelte Strohsandalen) Besitz ergreifen.

### Menschliche Verwandlungen
Viele Yōkai waren ursprünglich Menschen, die durch extreme Emotionen eine übernatürliche Verwandlung in etwas Schreckliches oder Groteskes erfuhren. Beispiele dafür sind:
- Abura-akago: Geist eines verstorbenen Ölhändlers, der wiederholt den örtlichen Tempel oder die öffentlichen Lampen bestohlen hatte
- Futakuchi-onna (二口女, dt. „zweimündige Frau“): eine Frau, der ein Extra-Mund aus der Rückseite des Kopfes wächst, der durch ihre als Tentakel fungierenden Haarsträhnen gefüttert wird. Diese Verwandlung wird verursacht durch die Angst der Frau um ihre Figur oder dadurch, dass sie ihre Stiefkinder verhungern lässt.
- Kuchisake-onna: eine wunderschöne Frau, deren Mund bis zu den Ohren auf beiden Seiten aufgeschnitten wurde
- Rokurokubi: Menschen, die ihre Hälse in der Nacht verlängern können
- Ohaguro Bettari: Figuren, für gewöhnlich Frauen, die beim Umdrehen ein Gesicht mit ausschließlich einem geschwärzten Mund enthüllen
- Dorotabō: die wiederauferstandene Leiche eines Bauern, der sein geschundenes Land heimsucht
- Yuki Onna: eine Schneefrau, die Menschen einfriert
- Yamauba: eine Berghexe, die verirrte Wanderer auffrisst
- Mikoshi-nyūdō: ein riesiges mönch-ähnlich aussehendes Wesen in den Bergen, das einen aufisst, sobald man von seinen Füßen hinauf bis zu seinen Kopf sieht

### Andere
Es gibt unzählige Yōkai, die zu bizarr sind, als dass man sie kategorisieren könnte. Diese sind Perversionen oder Verwandlungen normaler Lebewesen oder aber vollkommen neue Arten koboldähnlicher Geschöpfe. Beispiele dafür sind:
- Abura Sumashi – ein alter kartoffelköpfiger Kobold mit einem selbstgefälligen Gesicht, der Öl trinkt
- Amikiri – ein Geschöpf, das nur existiert, um Moskitonetze zu zerschneiden
- Ashiarai Yashiki – ein riesiger, schmutziger Fuß, der in Räumen der Menschen erscheint und dem erschreckten Bewohner befiehlt, ihn zu waschen
- Ushi-oni – ein Kuh-Dämon, der manchmal mit dem Körper einer riesigen Spinne abgebildet wird
- Baku – ein Mischwesen, das sich von Seuchen und Alpträumen ernährt
- Kappa – ein froschähnliches Wesen, das in Teichen wohnt und diese beschützt
- Tengu – Bergdämon, häufig als Krähe oder mit übergroßer Nase dargestellt
- Kijimuna – sieht aus wie ein Kleinkind und spielt Menschen Streiche, kann sich aber auch mit Menschen anfreunden

## Verwendung in Literatur und Film
Verschiedene Arten von Yōkai sind in von Mythologie inspirierter Literatur, besonders Manga, und japanischen Horrorfilmen (J-Horror) anzutreffen. Der Mann, den man in Japan am meisten mit dem Verbleib von Yōkai in der allgemeinen Vorstellung verbindet, ist Shigeru Mizuki, der Schöpfer von Serien wie Ge Ge Ge no Kitarō über einen einäugigen Yōkai-Superhelden, und Sampei no Kappa. Andere bekannte Manga und Anime, in denen Yōkai eine wichtige Rollen spielen, sind Urusei Yatsura, in dem die Hauptfigur eine weibliche Oni ist, und Inu Yasha, das von einem Han'yō handelt und im mittelalterlichen Japan spielt, sowie Pom Poko, ein Film über Tanuki in der heutigen Welt, die von der Zivilisation bedroht werden und in dem auch Kitsune vorkommen; Prinzessin Mononoke, in der viele tierische Yōkai eine Rolle spielen, und Chihiros Reise ins Zauberland, in dem die Hauptfigur in einem Badehaus voller Götter und Yōkai arbeitet. Weitere Kinofilme, in denen Yōkai vorkommen, sind Yōkai Daisensō, eine Filmreihe der 1960er/70er, und ein Remake von 2005 Akira Kurosawas Träume, in dem eine Prozession von Kitsune und eine Person, die einem traditionellen Oni ähnelt, vorkommen. Ein jüngeres Beispiel ist die Manga- und Anime-Serie Nura – Herr der Yokai von Hiroshi Shiibashi.
Aber auch in westlichen Romanen und Filmen kommen Yōkai vor, z. B. in Tom Robbins’ Roman Villa Incognita, in der ein Tanuki die Hauptrolle übernimmt, aber auch Harry Potter von Joanne K. Rowling, in der Kappa und andere Geschöpfe kleinere Rollen spielen. Auch in der Jugendserie Tagebuch eines Vampirs von Lisa J. Smith kommen Kitsune in Form eines Zwillingspärchens vor. Lafcadio Hearns Sammlung von Geistergeschichten Kwaidan: Stories and Studies of Strange Things enthält viele Geschichten von Yūrei und Yōkai. Der hawaiianische Volkskundler Glen Grant war für seine Obake Files bekannt, eine Serie von Berichten über übernatürliche Zwischenfälle in Hawaii. Der größte Teil dieser Vorfälle und Berichte war japanischen Ursprungs, die sich durch häufiges Weitererzählen von diesem entfernten. Der mexikanisch-amerikanische Autor Alfred Avila fügte die Geschichte La Japonesa über eine Nekomusume (Katzenmädchen) in seine Sammlung Mexican Ghost Tales of the Southwest ein. In Das Königreich der Kitsune von Nina Blazon kommen sowohl Kitsune als auch Tanuki, Kappa und Tengu vor. In Kim Newmans Roman One Thousand Monsters verbindet der Autor die Sagen um Yōkai mit Vampirlegenden und Vampirfiguren aus der Literatur.

## Gesellschaftliche Bedeutung
Seit den 1980er Jahren lässt sich in Japan eine Geisterrenaissance feststellen, die unter anderem repräsentiert wird durch die Bezeichnung ikai (異界, „Andere Welt“).
Ikai wird hierbei für den jenseitigen Raum verwendet, in dem sowohl die überlieferten Gestalten sowie junge, urbane Geistererscheinungen gleichermaßen beheimatet sind. Der Begriff kann unter anderem auf die Publikation Kodomo to wakamono no ikai des japanischen Soziologen Kadowaki Atsushi zurückgeführt werden, der damit Realitätsverfall und steigende soziale Entfremdung in den modernen Industriegesellschaften und ihren Metropolen beschreibt.
Der Begriff ikai ist prominent in Intellektuellendiskursen des Japans der 1980er Jahre vertreten. Der wirtschaftliche Aufschwung dieser Periode, als Japan sich in der Bubble Economy (Seifenblasenwirtschaft) genannten Prosperitätsphase befand, begünstigte die Frage nach der japanischen Identität, deren Abbau durch die Modernisierung des Landes von einigen japanischen Kulturkritikern proklamiert wurde. Die Kritik am Fortschrittsglauben und an der Leistungsorientiertheit der modernen japanischen Gesellschaft, an Werten, die als „westlich“ interpretiert wurden, fasste man in eingängige Bilder. Beschworen wurden ein seit jeher harmonischeres asiatisches Verständnis von Leben und den Lebensprozessen, eine asiatische Bioethik und ein interaktives japanisches Jenseits, das Geborgenheit verheißt. Populäre Repräsentanten dieser Argumentation sind bis heute die japanischen Geister. Die Wesen der Schattenwelt werden von ethno-esoterisch argumentierenden Kulturkritikern als identitätsstiftende Bewahrer national-spiritueller Überzeugungen herbeizitiert, und sie bilden ebenso einen wichtigen Bezugspunkt in den Diskursen der ökologisch-alternativen Strömung. Während diese beiden Lager sich zunächst fremd sind, begegnen sich die verschiedenen Positionen auf dem Feld eines wachsenden Marktes für Identität, vermischen sich in Lifestyleformeln und heben sich im Utopistischen und Nostalgischen auf.
Als Teil der Identitätsindustrie sind die Anderswelt-Produkte auch Teil der Populärkultur. Geister sind hier Ausdruck vom Wunsch nach Beschütztsein, sind Widerspiegelungen von Machtphantasien und okkulten Visionen oder auch nur Unterhaltung und niedliches Kinderspielzeug. Der Giftgasanschlag der neureligiösen Vereinigung Ōmu Shinrikyō von 1995 hatte eine gewisse öffentliche Ächtung des Okkulten und der Förderer des Okkultbooms zur Folge.